# Аквариум in Dub
«Аквариум in Dub» — альбом группы Аквариум, вышедший 15 августа 2020 года. Представляет собой сборник песен группы в стиле регги, волжский даб, дэнсхолл, записанный при участии саунд-продюсера Левши и основателя музыки даб Ли «Скрэтча» Перри.

## Описание
Альбом был создан за счет сбора средств на сайте «Планета.ру» и состоит из песен Аквариума 80-х годов в стиле современного регги. Инициатором и саунд-продюсером альбома стал Левша-пацан. Продюсер соединил творчество Гребенщикова и разные стили ямайской музыки, от калипсо до дансхолла. При этом, он прибег к сотрудничеству с отцом-основателем музыки регги, первым саунд-продюсером Боба Марли — Ли «Скрэтчем» Перри. Звукозапись «Аквариум in Dub» происходила на Ямайке. Вокал для старых песен пришлось записать заново, потому что не отыскалось оригинальных записей 80-х. Для альбома был создан анимационный ролик авторства Ванды Барк, выглядящий как 8-битная игра. Помимо Ли «Скрэтча» Перри, в альбоме участвовали ямайские и российские музыканты. Хрестоматийные песни были обыграны в новых ритмах, добавлены новые куплеты, спетые на креольских языках.

Запись по мнениям критиков наполнена туземным колоритом;
Подобного звука и уровня расслабленности «Аквариум» мог достичь и без приглашения карибского мэтра, но присутствие «дедушки Скрэтча» превращает шутку в священнодействие. Ли Перри скрипучим голосом произносит некоторые фразы, в том числе русскоязычные.
Слушать, как ментор Боба Марли напевает песню «Иван и Данило» — как будто попасть в эпизод из «Алисы в Стране чудес», — Борис Гребенщиков
Модуляции Перри отличаются от тех, что слышны на его классических ямайских и британских альбомах.
В том же 2020 г. вышло логическое продолжение альбома — «In Dub. Bonus Game»;

по описанию Левши-пацана,
«если первая пластинка — это „квинтэссенция, свежевыжатый сок, то вторая — смузи с кусочками фруктов и карибским жгучим перцем“».

## Список композиций
| №  | Название                    | Продолжительность |
| -- | --------------------------- | ----------------- |
| 1  | Кипение Аквариума на Ямайке | 0:39              |
| 2  | Вавилон                     | 3:29              |
| 3  | Аристократ                  | 3:08              |
| 4  | Хтынь Мух                   | 0:53              |
| 5  | Иван и Данило               | 5:50              |
| 6  | Hail Russian Boris          | 0:30              |
| 7  | Рыба                        | 3:39              |
| 8  | Яблочные дни                | 3:37              |
| 9  | USB 3.0                     | 3:43              |
| 10 | Вавилон Даб                 | 5:46              |
| 11 | Рыба ест Вавилон            | 1:11              |

1. Вавилон III (5:41)
2. Вавилон IV (2:41)
3. Вавилон V (5:30)
4. Аристократ Riddim (3:46)
5. Хум Всю Множи (0:47)
6. Рыба Dub (3:39)
7. Fastest Fish In Life (2:27)
8. Рыба ест Вавилон (1:11)
9. Untitled (5:45)
10. USB Volga Dub (3:46)
11. Russian Love (2:00)
12. Яблочные дни (3:40)
13. Остывание Аквариума на Ямайке (0:47)

Источник:

## Участники
- Вокал: Борис Гребенщиков / Lee Scratch Perry
- Звук: Левша Пацан
- Два Льва (Гуня Берман, Иван Антипов, Никита Бабушкин, Антон Равин)
- Сведение: Юрий Мо, Дмитрий Оплачко
- Оформление: Левша Пацан, Валера Чёкот, Ванда Барк
- Фото: Лёша Пит
- Joe Grain
- Jah Waine
- Steffly B
- Shakka Delly
- Дима Баян MC
- Уголь-Товарищ
- Николай Белоусов
- Руслан Big Dread Качаев
- Макс Аюпов
- Игорь Тимофеев
- Константин Туманов
- Стас Опойченков